# Giuseppe Saragat

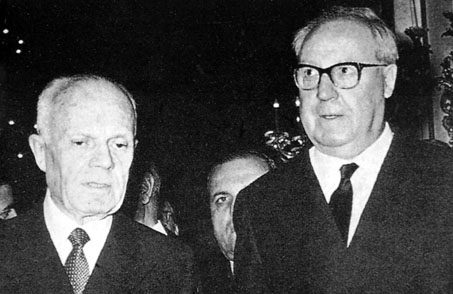
Giuseppe Saragat (z prawej) i Sandro Pertini

Giuseppe Saragat (ur. 19 września 1898 w Turynie, zm. 11 czerwca 1988 w Rzymie) – włoski polityk i ekonomista, minister spraw zagranicznych Republiki Włoskiej (1963–1964), prezydent Włoch (1964–1971), założyciel i przywódca włoskich socjaldemokratów.

## Życiorys
Ukończył studia ekonomiczne. W latach 20. działał w ugrupowaniu socjalistów, w 1926 jako przeciwnik faszyzmu udał się na emigrację. Przebywał w Austrii i Francji. W 1943 wrócił do Włoch, gdzie został zatrzymany i przekazany Niemcom. Po ucieczce współtworzył niejawną partię socjalistyczną w Mediolanie. W 1944 był ministrem bez teki w rządzie Ivanoe Bonomi, a w 1945 ambasadorem w Paryżu.
W 1946 został posłem do powołanej po II wojnie światowej konstytuanty (Assemblea Costituente della Repubblica Italiana), która działała do 1948. Od czerwca 1946 do stycznia 1947 przewodniczył tej konstytuancie. W 1947 w wyniku rozłamu we Włoskiej Partii Socjalistycznej założył nowe centrolewicowe i antykomunistyczne ugrupowanie, przekształcone później we Włoską Partię Socjaldemokratyczną. Kilkakrotnie do lat 70. pełnił funkcję jej przywódcy (1947–1948, 1949–1952, 1952–1954, 1957–1964, 1975).
W 1947 objął urząd wicepremiera w IV rządzie Alcide De Gasperiego, w latach 1948–1949 był także ministrem marynarki handlowej w V gabinecie tego premiera. Także w 1948 został po raz pierwszy wybrany do Izby Deputowanych. W niższej izbie włoskiego parlamentu zasiadał nieprzerwanie do 1964 jako poseł I, II, III i IV kadencji. W latach 50. ponownie był wicepremierem w rządach, na czele których stali Mario Scelba i Antonio Segni, a w pierwszej połowie lat 60. ministrem spraw zagranicznych w gabinetach kierowanych przez Aldo Moro.
28 grudnia 1964 został wybrany na urząd prezydenta Republiki Włoskiej, rezygnując tym samym z zasiadania w parlamencie. Kadencję zakończył w 29 grudnia 1971. Objął wówczas z urzędu godność dożywotniego senatora, zasiadając w Senacie V, VI, VII, VIII, IX i X kadencji, tj. do czasu swojej śmierci.

## Odznaczenia
- Wielki Mistrz Orderu Zasługi Republiki Włoskiej – ex officio (1964–1971)
- Grande Ufficiale Orderu Zasługi Republiki Włoskiej – 1977[2]
- Wielki Mistrz Orderu Wojskowego Włoch – ex officio (1964–1971)
- Wielki Mistrz Orderu Zasługi za Pracę – ex officio (1964–1971)
- Wielki Mistrz Orderu Gwiazdy Solidarności Włoskiej – ex officio (1964–1971)
- Wielki Mistrz Orderu Vittorio Veneto – ex officio (1968–1971)
- Krzyż Wielki Orderu Odrodzenia Polski (1965)[3][4][5]
- Order Najwyższy Chrystusa (1966, Watykan)[6]